# Forgách Zsigmond
Ghymesi és gácsi gróf Forgách Zsigmond (1565 – Nagyszombat, 1621. június 23. vagy 30.) Magyarország nádora.

## Élete
Az ősrégi nemesi származású Forgách család sarja. A Hontpázmány nemzetségből származó Ghymesi és gácsi grófi család gácsi ágából származott. Apja Forgách Simon báró, főpohárnok, anyja Pemfflinger Orsolya volt, Testvérei közül ő volt a legidősebb. Zsigmond lett később a gácsi ág fenntartója és ő építtette fel újra Gács várát is. Házasságával jelentős mértékben gyarapította birtokait. Első felesége Losonczy Anna volt (1589-ben), majd az ő halála után vette el Thurzó György lánytestvérét, Zsuzsannát 1598-ban.
Míg testvére, IV. Ferenc egyházi pályán emelkedett a legmagasabb fokra, addig Zsigmond világi úton törekedett mind magasabbra. 1583-ban apródként kezdte meg pályafutását Báthori István udvarában. Urát Lengyelországba is elkísérte, majd annak halálát követően tért haza. 1599-ben már királyi tanácsos, 1603-ig protestáns, ekkor Pázmány Péter hatására katolizált.
1604-ben főpohárnokmester, 1606-ban országbíró, 1611-ben Felső-Magyarország főkapitánya, Sáros, Nógrád és Szabolcs vármegye főispánja lett.
1611 júliusától szeptemberéig sikertelen hadjáratot vezetett Erdélybe Báthory Gábor erdélyi fejedelem ellen.
1618. május 16-ától nádor, 1619-ben színleg a győzelmesen előnyomuló Bethlen Gábor mellé állt, de összeköttetésben maradt II. Ferdinánddal is, majd nyíltan átpártolt hozzá.